# Амбьенья
Амбьенья (фр. Ambiegna, корс. Ambiegna) — коммуна во Франции, находится в регионе Корсика. Департамент коммуны — Южная Корсика. Входит в состав кантона Севи-Сорру-Чинарка. Округ коммуны — Аяччо.
Код INSEE коммуны — 2A014.

## Население
Население коммуны на 2008 год составляло 57 человек.
| 1962 | 1968 | 1975 | 1982 | 1990 | 1999 | 2008 |
| ---- | ---- | ---- | ---- | ---- | ---- | ---- |
| 89   | 89   | 79   | 59   | 48   | 43   | 57   |

## Экономика
В 2007 году среди 30 человек в трудоспособном возрасте (15—64 лет) 26 были экономически активными, 4 — неактивными (показатель активности — 86,7 %, в 1999 году было 66,7 %). Из 26 активных работали 23 человека (14 мужчин и 9 женщин), безработных было 3 (2 мужчин и 1 женщина). Среди 4 неактивных 2 человека были пенсионерами, 2 были неактивными по другим причинам.